# Alfa Romeo in Formula 1
L'Alfa Romeo ha partecipato al Campionato mondiale di Formula 1 a più riprese, sia come costruttore che come fornitore di motori, dal 1950 al 1988. Dal 2018 al 2023 è stata inoltre presente in Formula 1 come title sponsor e partner tecnico del team svizzero Sauber.

## Storia

### I successi agli albori della Formula 1 (1950-1951)
Nel 1950 Nino Farina vinse l'edizione inaugurale del Campionato mondiale di Formula 1 su un'Alfa Romeo 158 sovralimentata. Anche l'edizione successiva del Campionato fu conquistato dall'Alfa Romeo, con Juan Manuel Fangio su una 159.

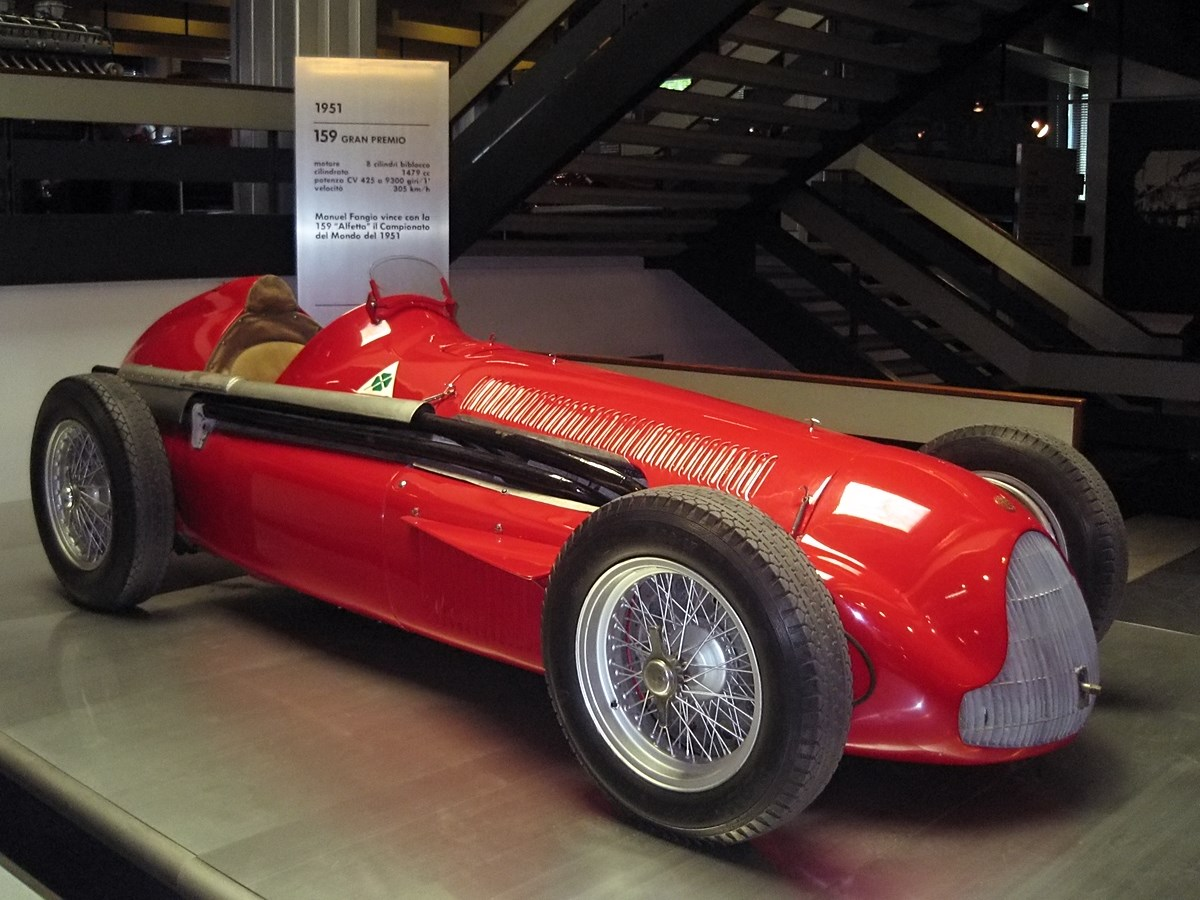
L’Alfa 159 vittoriosa al campionato mondiale del 1951.

Il primo anno l'Alfa Romeo vinse 6 Gran Premi su 7 imponendo un dominio totale della scuderia, che piazzò in classifica ai primi tre posti i suoi piloti di punta: oltre al vincitore Nino Farina si distinsero Juan Manuel Fangio, che vinse molte corse, e Luigi Fagioli. Furono infastiditi soltanto occasionalmente da Alberto Ascari su Ferrari, che si classificò quinto, e dal francese Louis Rosier su Talbot-Lago, giunto al quarto posto. Nel secondo Campionato del Mondo l'Alfa Romeo vinse 4 Gran Premi su 8. Juan Manuel Fangio era seguito in classifica dai ferraristi Alberto Ascari e José Froilán González e dall'alfista Nino Farina.
La 159 era un'evoluzione della 158 con un compressore a due stadi. I motori delle due vetture erano molto potenti rispetto alla cilindrata che possedevano; ad esempio il propulsore della 159 aveva una potenza di circa 420 bhp ma, essendo entrambi così spinti, erano caratterizzati da un elevato consumo di carburante. Quello della 159 era, infatti, di 170 litri ogni 100 km.
Sorprendentemente, l'Alfa Romeo partecipò a questi campionati con fondi molto esigui, usando tecnologia e materiali pre-bellici. Per esempio, la squadra vinse i due campionati utilizzando solamente nove monoblocchi, tutti costruiti prima della seconda guerra mondiale.
Nel 1952 l'IRI, l'ente pubblico che era proprietario dell'Alfa Romeo, decise di ritirare la scuderia dalla Formula 1 a causa della crescente concorrenza delle altre squadre, in particolar modo della Ferrari. Il Governo italiano, infatti, si rifiutò di destinare fondi per la costosa progettazione del nuovo modello di vettura.

### Attività come motorista (1961-1979)

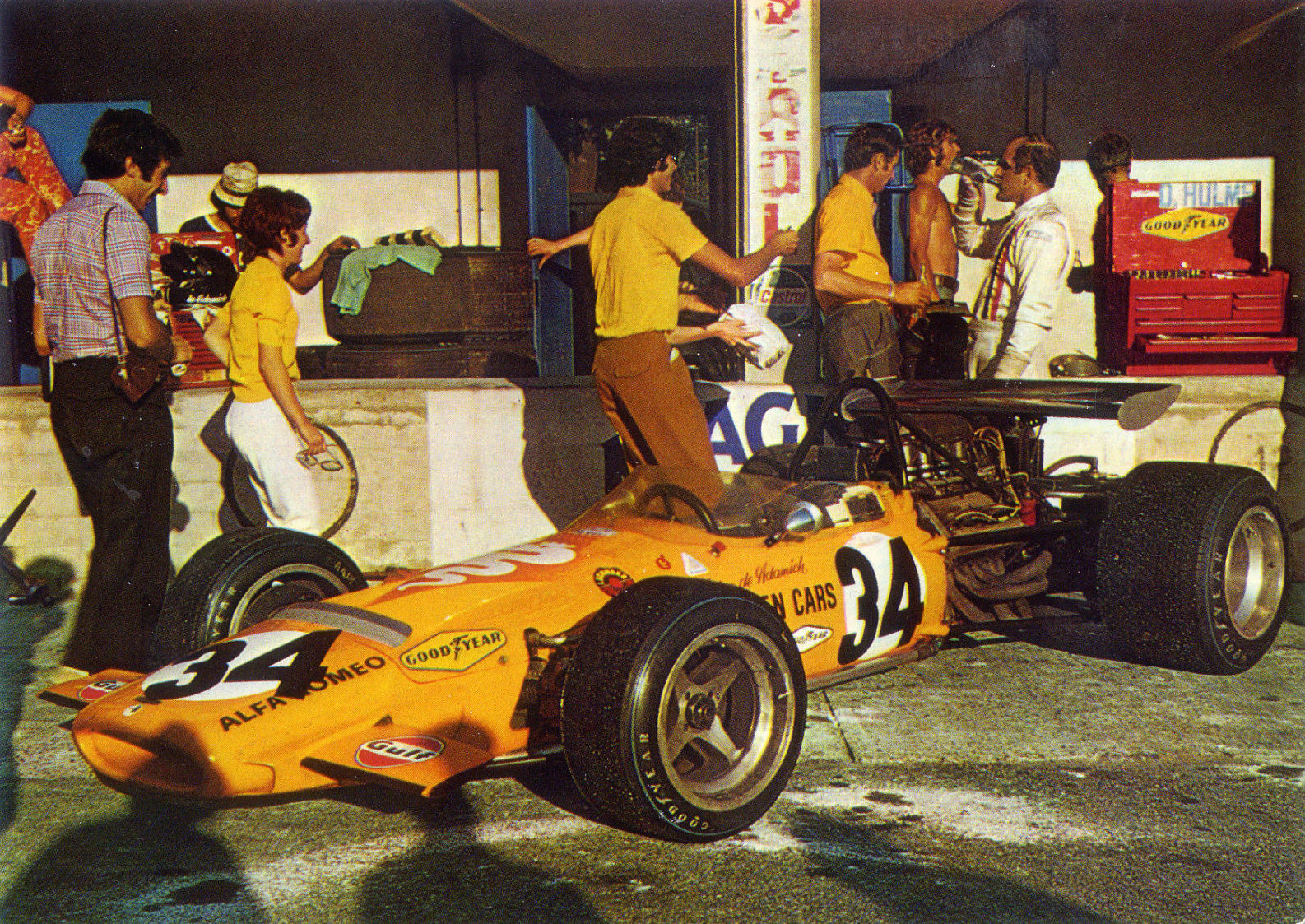
La McLaren-Alfa Romeo M14D al Gran Premio d'Italia 1970.

L'Alfa Romeo tornò in Formula 1 nella prima parte degli anni sessanta, fornendo ad alcune scuderie minori il motore. Il propulsore era un quattro cilindri in linea e fu montato su vetture LDS, Cooper e De Tomaso.
Nel decennio successivo la Casa del Biscione si ripropose come fornitrice di motori. Nel 1970 e nel 1971 l'Alfa Romeo offrì un V8 derivato da quello installato sulla Tipo 33. Nella prima stagione fu montato sulla McLaren guidata da Andrea De Adamich, mentre nella stagione successiva fu installato su una March condotta dallo stesso pilota. In entrambi i casi l'esperienza fu fallimentare, visto che spesso le monoposto neppure si qualificavano alle gare.

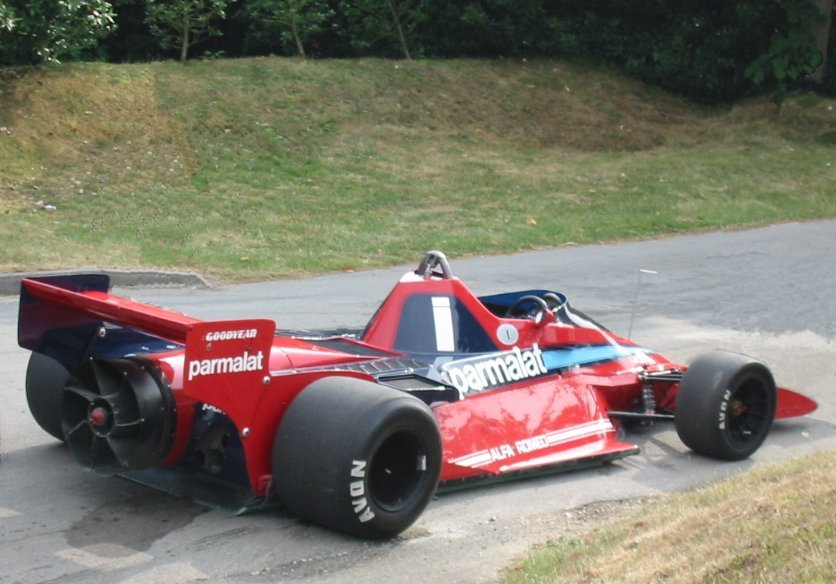
La Brabham-Alfa Romeo BT46/B sponsorizzata Parmalat del 1978.

Successivamente Bernie Ecclestone, proprietario della Brabham, fece un accordo con l'Alfa Romeo per la fornitura di motori dal 1976 al 1979. I propulsori, progettati da Carlo Chiti, erano boxer a 12 cilindri e producevano una potenza di 510 bhp contro i 465 bhp dell'onnipresente Cosworth DFV. La configurazione del motore era però complessa. Infatti, solo per sostituire le candele il propulsore andava rimosso. Un altro difetto che aveva era il consumo di carburante; per ovviare a questo erano installati quattro serbatoi da 214 L. Inoltre, i motori Alfa Romeo erano voluminosi. Infatti, i sempre più arditi progetti di Gordon Murray, come la Brabham BT46 che vinse due gare nel 1978, furono una parziale risposta alla sfida consistente nel produrre un telaio leggero ed aerodinamico che si adattasse agli ingombranti motori Alfa Romeo.
Quando però l'effetto suolo diventò importante nella progettazione delle monoposto del 1978, fu chiaro che i bassi e larghi propulsori interferivano con il flusso d'aria incanalato nei tunnel sotto la vettura. Questi condotti erano necessari a creare l'effetto Venturi, il quale spingeva il veicolo verso il suolo. Per richiesta di Murray, nel 1979 l'Alfa Romeo progettò e produsse in soli tre mesi un motore V12 più stretto. Però anche questo propulsore fu caratterizzato da un alto consumo di carburante e dal fatto di essere inaffidabile.

### Il ritorno come costruttore (1979-1985)

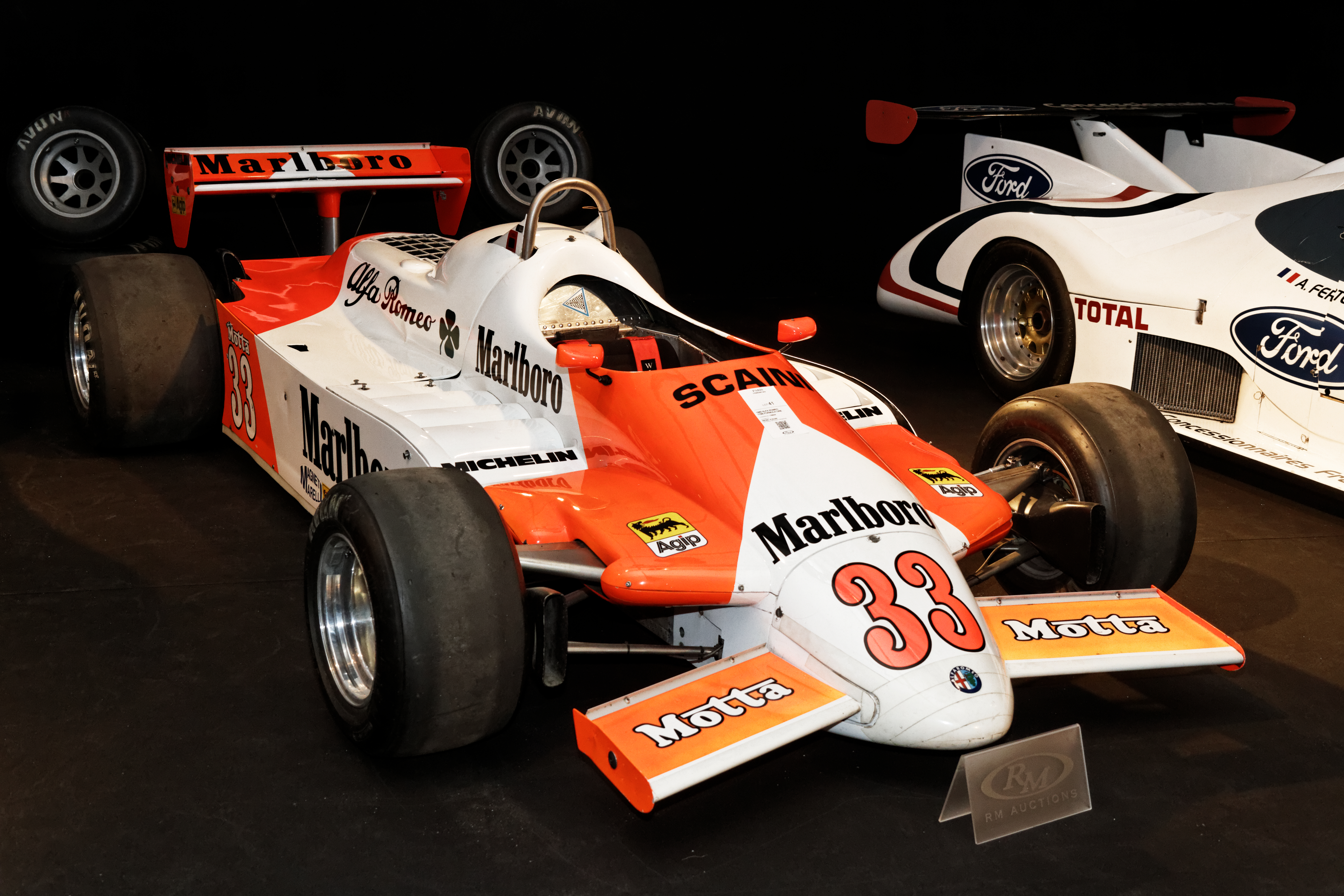
Un'Alfa Romeo 179B sponsorizzata Marlboro del 1980.

Nel 1977 iniziò la progettazione della vettura per il ritorno dell'Alfa Romeo in Formula 1 come costruttore. La scelta fu presa su pressione di Carlo Chiti, e lo studio per la nuova monoposto fu affidato all'Autodelta. La vettura era la 177, che debuttò al Gran Premio del Belgio del 1979. Quindi nel 1979 la Casa del “biscione” partecipò al campionato con due ruoli, come fornitrice di motori per la Brabham, e come Scuderia costruttrice. La 177 fu guidata da Bruno Giacomelli, che utilizzò la vettura sia nel Gran Premio del Belgio che in quello di Francia. Il modello successivo, la 179, che cercava di sfruttare meglio l'effetto suolo, era spinto da un nuovo propulsore. Esordì al Gran Premio di Monza lo stesso anno. In questa occasione ci fu l'ultima apparizione della 177, con al volante Vittorio Brambilla. Nelle successive stagioni l'Alfa Romeo partecipò al campionato correndo con le vetture 182, 183T, 184T e 185T.

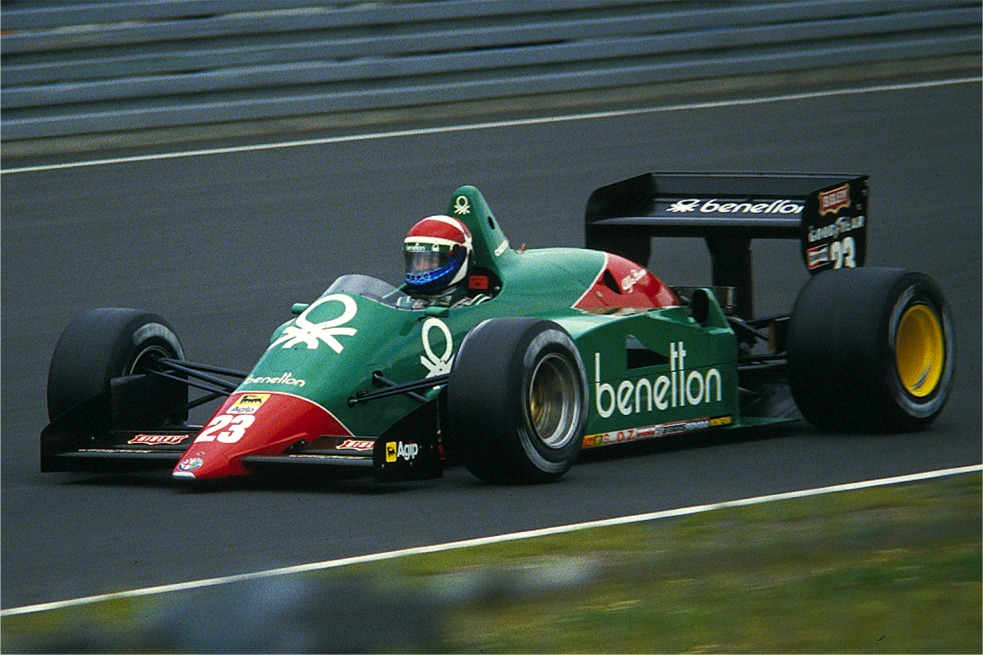
L'Alfa Romeo 185T sponsorizzata Benetton nel 1985.

Questo periodo in Formula 1 fu avaro di successi, infatti le monoposto Alfa Romeo non vinsero neppure un Gran Premio. Tra i risultati di rilievo ci furono due pole position, i giri al comando di Bruno Giacomelli al Gran Premio degli Stati Uniti d'America del 1980 prima del ritiro per problemi elettrici, tre terzi posti, due secondi posti ed un giro veloce. Il miglior piazzamento della scuderia fu un 6º posto nel campionato costruttori del 1983. Nel 1984 la scuderia fu a tutti gli effetti affidata alla Euroracing, con i motori che furono forniti dalla Autodelta. L'ultima stagione dell'Alfa Romeo nel campionato di Formula 1 come costruttore fu nel 1985.
La scuderia fu coinvolta in una sciagura. Il suo pilota Patrick Depailler rimase ucciso durante dei test per il Gran Premio di Germania del 1980 al Hockenheimring. Altri piloti di rilievo che guidarono monoposto Alfa Romeo in questo periodo furono Andrea De Cesaris, Mario Andretti e Riccardo Patrese.

### Il secondo periodo come motorista (1983-1988)

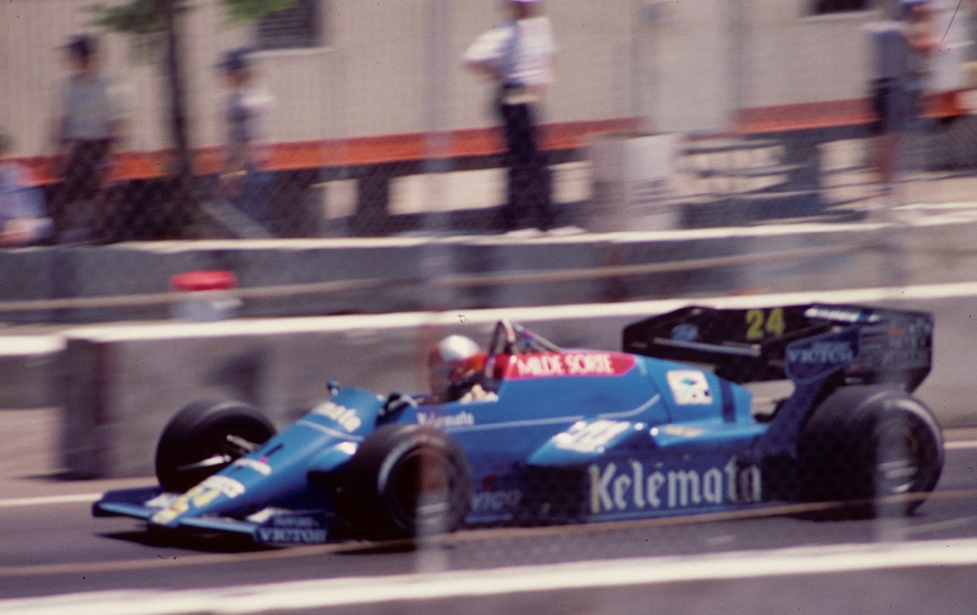
L'Osella FA1F motorizzata Alfa Romeo al Gran Premio degli Stati Uniti 1984, dove giunse al quinto posto.

L'Alfa Romeo fornì motori alla Osella, piccola scuderia di scarso successo, dal 1983 al 1988: questi propulsori furono sia aspirati (1983) che sovralimentati (1984-1987). All'inizio della collaborazione l'Alfa Romeo offrì alla scuderia anche supporto tecnico; infatti la monoposto FA 1/F del 1984 era basata sulla 183T dell'anno precedente, ed il primo telaio che fu utilizzato altro non era che un chassis della 183T rielaborato. Tutte le vetture Osella seguenti fino al modello FA 1/I del 1988 traevano origine dalle monoposto Alfa Romeo. Nel 1988, l'ultima stagione con motori turbo, la dirigenza della Casa del “biscione” era contrariata per la pubblicità negativa generata dagli scarsi risultati della Osella, così proibì a quest'ultima l'uso del nome Alfa Romeo. In questo modo, i motori montati nel 1988 furono conosciuti semplicemente come “Osella V8”. Alla fine della stagione l'accordo terminò, ponendo fine alla partecipazione dell'Alfa Romeo nella Formula 1.
Nel 1987 l'Alfa Romeo stipulò un accordo con la Ligier per la fornitura di motori. Un propulsore biturbo a quattro cilindri in linea da 1500 cm³ di cilindrata progettato da Gianni Tonti fu provato da René Arnoux su una Ligier JS29. Quando la FIAT acquistò l'Alfa Romeo il contratto fu annullato, adducendo tra le motivazioni anche le lamentele di Arnoux sulle prestazioni del motore. La Ligier fu quindi costretta ad usare un motore BMW M12/13 per l'intera stagione.
Nel 1985 l'Alfa Romeo iniziò il progetto di un motore V10 aspirato, quindi in anticipo rispetto alle regole che di lì a poco avrebbero vietato i motori turbo. Denominato Alfa Romeo V1035, era destinato per monoposto Ligier e fu il primo motore V10 di Formula 1 moderno, presto seguito da propulsori analoghi fabbricati dalla Honda e dalla Renault. Nella sua prima versione, questo motore da 3,5 L produceva 583 bhp di potenza, mentre l'ultima del 1986 erogava 620 bhp a 13300 giri al minuto. La cooperazione con la Scuderia francese non ebbe seguito, ed il propulsore fu disponibile per la serie “ProCar”. Nel 1988 L'Alfa Romeo acquistò la Brabham con l'intento di costruire un telaio per la nuova serie sopraccitata, e l'autovettura sviluppata fu una 164 a cui fu installato il V10 di derivazione Formula 1. Questa versione del modello è conosciuta come 164 ProCar (o Brabham BT57), e fu destinata a competizioni speciali di supporto per i Gran Premi di Formula 1.

### La partnership con Sauber (2018-2023)
Già dal 2015, il logo Alfa Romeo era riapparso in Formula 1, comparendo sulle vetture Ferrari per alcune stagioni.

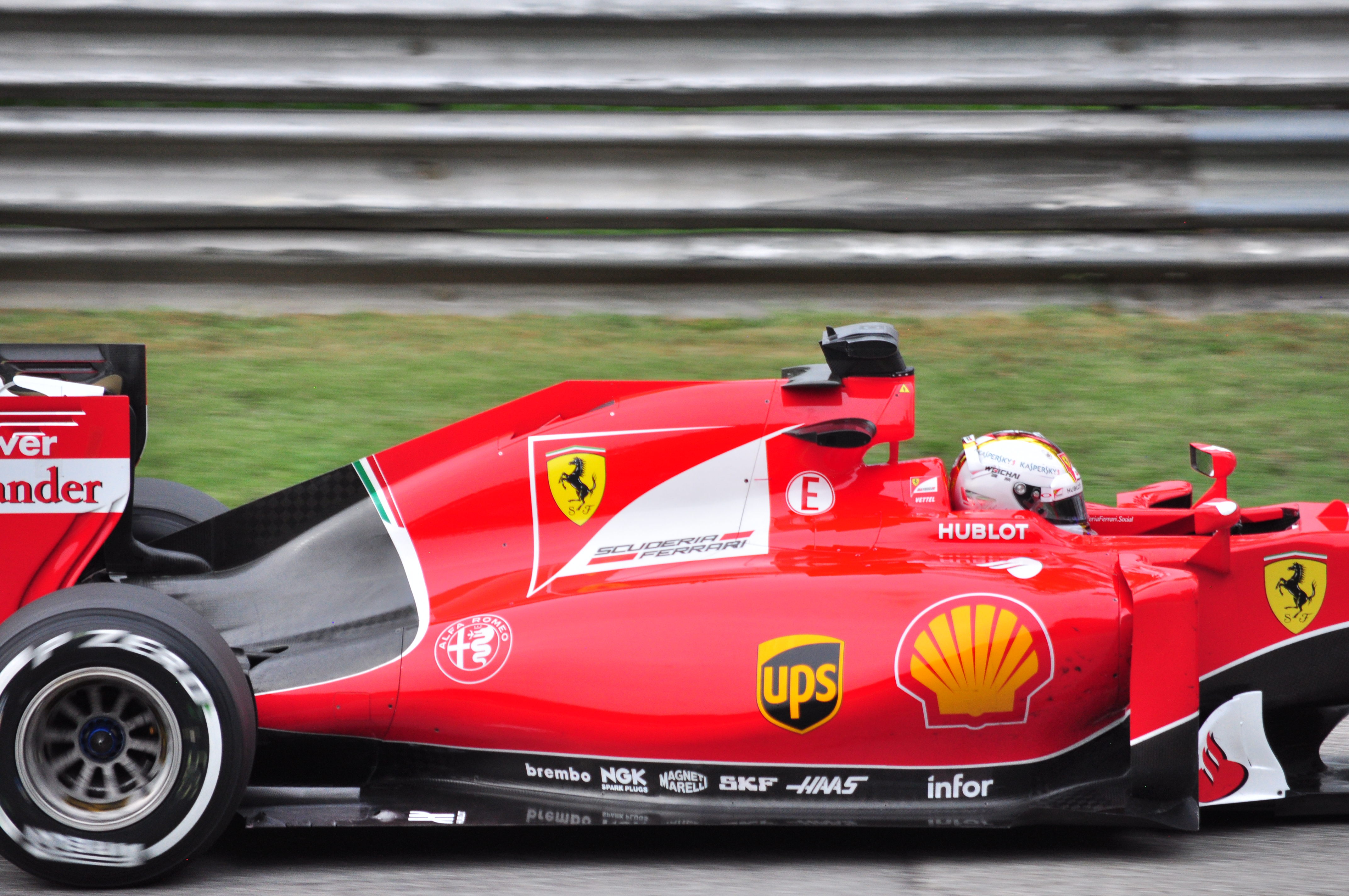
A sinistra in basso, il logo Alfa Romeo sulla Ferrari SF15-T nel 2015.

Dopo un lungo periodo di indiscrezioni, nel novembre 2017 Sergio Marchionne annuncia il ritorno del marchio Alfa Romeo in Formula 1 per la stagione 2018, come sponsor principale della scuderia Sauber, con la quale la casa italiana porta avanti anche una cooperazione tecnologica, tecnica e commerciale e la squadra viene iscritta al campionato come Alfa Romeo Sauber F1 Team. La casa italiana, comunque, pur apponendo il suo marchio sulle auto, non fornisce alla squadra elvetica né telaio, né motori, né altra componentistica. 

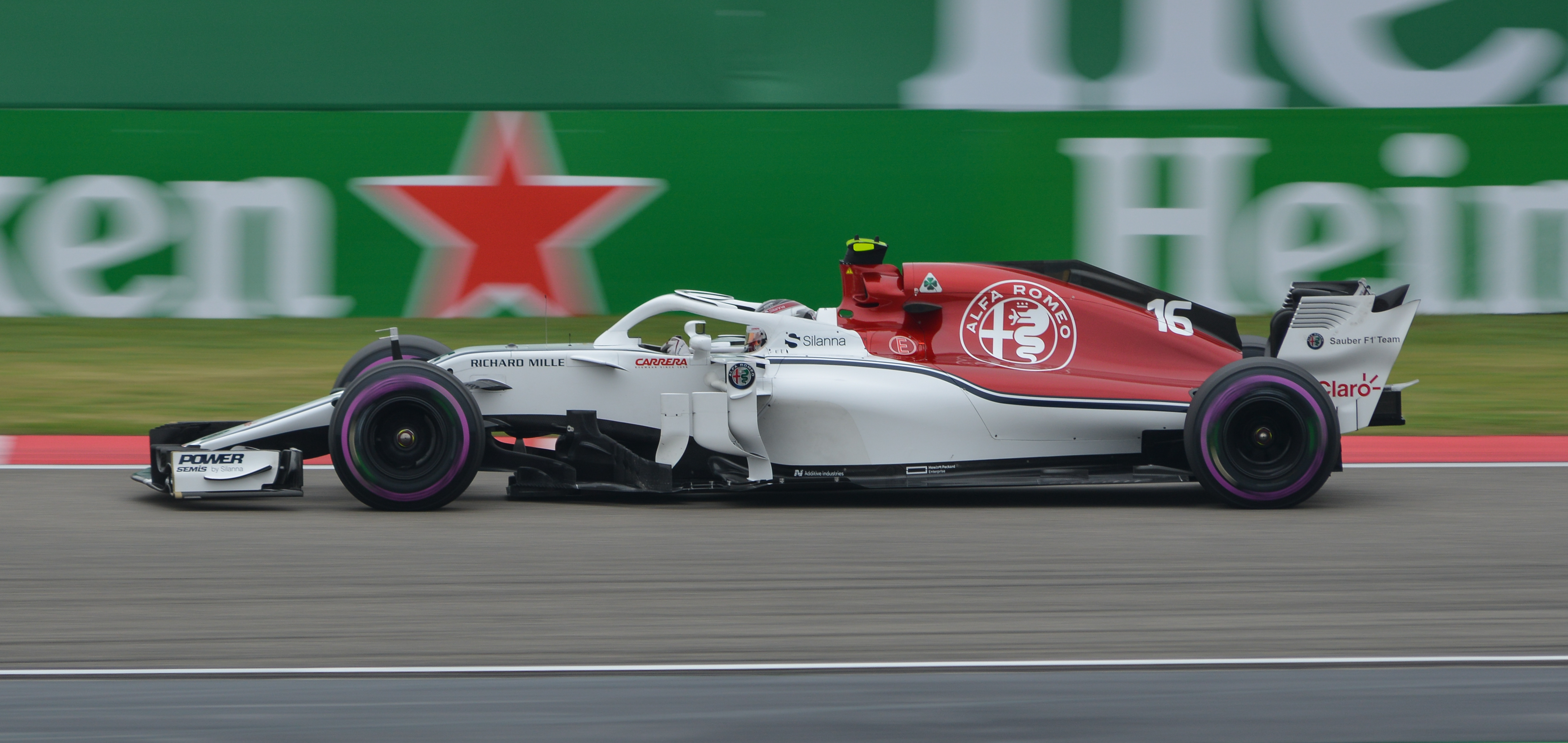
La Sauber C37 sponsorizzata Alfa Romeo nel 2018.

Il 2 dicembre 2017, presso il Museo storico Alfa Romeo di Arese, si è tenuta una conferenza stampa in cui sono stati illustrati i termini dell'accordo fra il Gruppo FCA e la squadra svizzera, cui è seguita una cerimonia di presentazione della nuova livrea, che riprende i colori storici dell'Alfa Romeo; la monoposto, presentata il 20 febbraio 2018, è guidata dai piloti Charles Leclerc e Marcus Ericsson e monta propulsori Ferrari.
Nel 2018 la Sauber ha avuto dei buoni risultati, classificandosi ottava, con 48 punti, dei quali 39 ottenuti da Leclerc arrivato al 13º posto della classifica piloti.
Nel 2019 la scuderia cambia denominazione in Alfa Romeo Racing e sostituisce entrambi i piloti: a Charles Leclerc, passato in Ferrari, subentra Antonio Giovinazzi, che aveva già disputato le prime due gare del 2017 con la Sauber sostituendo l'infortunato Pascal Wehrlein, mentre Marcus Ericsson, retrocesso al ruolo di terzo pilota, è sostituito da Kimi Räikkönen, proveniente proprio dalla scuderia di Maranello, e già pilota della Sauber nel 2001. La scuderia conferma i buoni risultati classificandosi di nuovo ottava con 57 punti e, come miglior piazzamento, un quarto posto di Räikkönen al Gran Premio del Brasile.

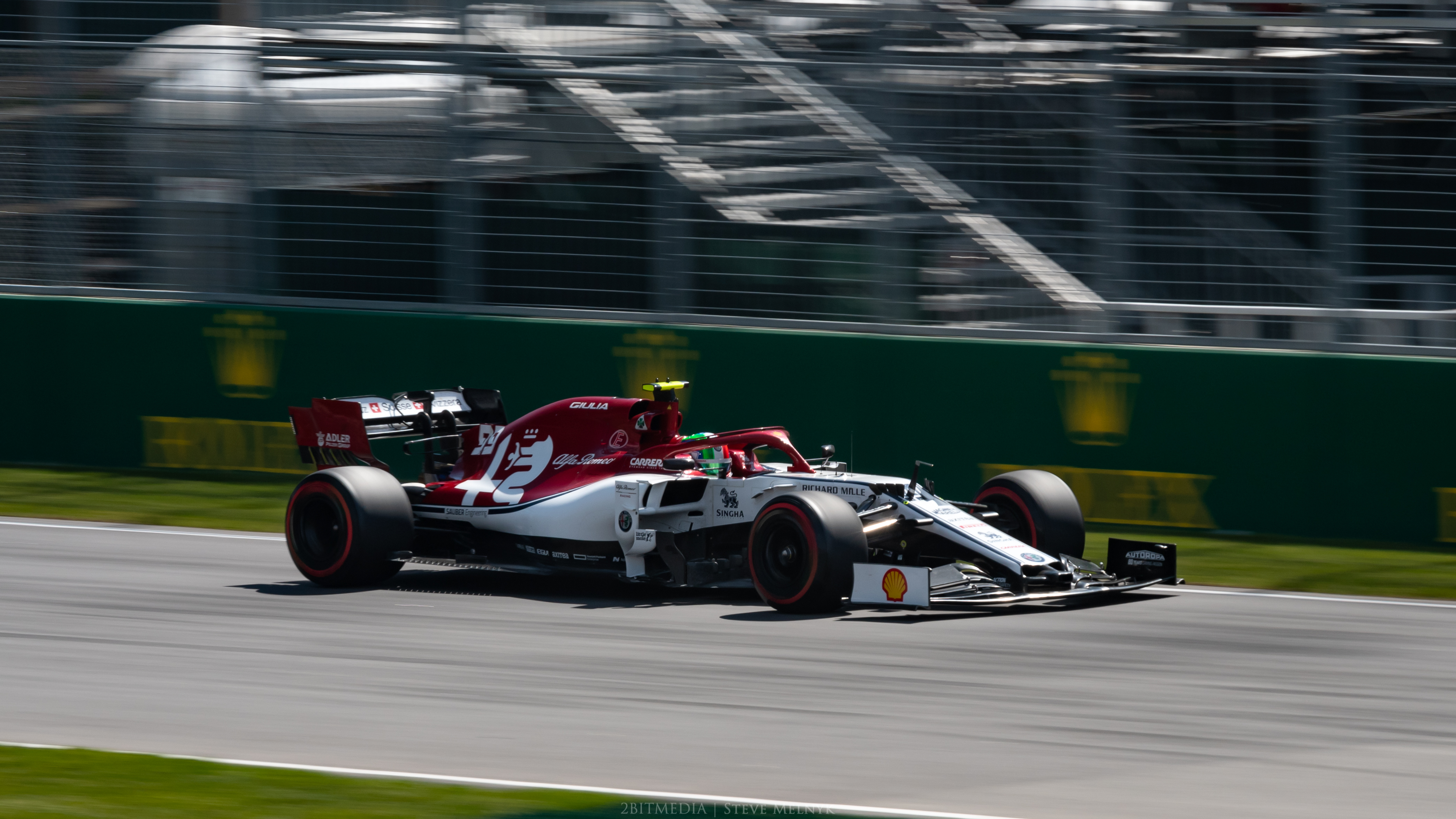
L'Alfa Romeo C38 del 2019, dopo il rebranding del team Sauber in Alfa Romeo Racing.

Dal 2020 l'azienda petrolifera polacca PKN Orlen diventa, insieme ad Alfa Romeo, co-title sponsor della Sauber, ufficialmente rinominata Alfa Romeo Racing ORLEN. Sia Räikkönen che Giovinazzi sono riconfermati per questa stagione, mentre Robert Kubica si aggiudica il ruolo di terza guida. L'Alfa Romeo C39 si rivela però meno competitiva delle vetture degli anni precedenti e sia l'italiano che il finlandese rimangono spesso eliminati nella prima fase di qualifica, ottenendo poi rari piazzamenti a punti in gara. La scuderia chiude la stagione con soli 8 punti ottenuti, pur confermando l'ottava posizione nel campionato costruttori ottenuta nei due anni precedenti.
Nel 2021 vengono confermati sia Räikkönen che Giovinazzi come piloti e la vettura è l'Alfa Romeo C41. In due occasioni prende il volante anche Kubica, sostituendo Räikkönen. Nonostante i piloti riescano a conquistare 13 punti, più della stagione precedente, perdono l'ottavo posto nella classifica costruttori, finendo penultimi. Le migliori prestazioni sono due ottavi posti di Räikkönen nei Gran Premi di Russia e di Città del Messico.
Nel 2022 la squadra viene rinominata Alfa Romeo F1 Team ORLEN, con il nome del costruttore che passa da Alfa Romeo Racing ad Alfa Romeo F1 Team. Entrambi i piloti titolari vengono sostituiti: al loro posto subentrano Valtteri Bottas, in arrivo dalla Mercedes, e Zhou Guanyu, promosso dalla Formula 2. Kubica rimane nel ruolo di terza guida insieme a Giovinazzi. La scuderia migliora i risultati ottenuti nelle ultime stagioni, raggiungendo il sesto posto nella classifica costruttori con 55 punti totali.
Il 2023, concluso con soli 12 punti e il penultimo posto in classifica, è l'ultimo anno di collaborazione con la scuderia elvetica. La squadra svizzera infatti viene rilevata in parte da Audi, in vista del suo esordio in Formula 1 nel 2026.
Alfa Romeo inizia a cercare accordi con altri team con l'idea di creare una parnership più completa; tuttavia il progetto si rivela non gestibile economicamente, per cui l'unica trattativa intrapresa con la Haas, per rimarchiare i motori Ferrari con il brand Alfa Romeo, non va a buon fine.

## Statistiche
Titoli mondiali
| Stagione | Campionato piloti  | Campionato costruttori |
| -------- | ------------------ | ---------------------- |
| 1950     | Nino Farina        | -                      |
| 1951     | Juan Manuel Fangio | -                      |

Piloti vincitori
| Pilota             | Anni      | Titoli mondiali | Gran Premi | Vittorie |
| ------------------ | --------- | --------------- | ---------- | -------- |
| Juan Manuel Fangio | 1950-1951 | 1               | 13         | 6        |
| Nino Farina        | 1950-1951 | 1               | 13         | 4        |
| Luigi Fagioli      | 1950-1951 | -               | 7          | 1        |

## Risultati
| Anno | Vettura | Motore         | Gomme | Piloti  |     |     |  |     |   |   |     |  |  |  |  |  |  |  |  |  | Punti | Pos. |
| ---- | ------- | -------------- | ----- | ------- | --- | --- |  | --- | - | - | --- |  |  |  |  |  |  |  |  |  | ----- | ---- |
| 1950 | 158 159 | Alfa Romeo 158 | P     | Fangio  | Rit | 1   |  | Rit | 1 | 1 | Rit |  |  |  |  |  |  |  |  |  | -     |      |
| 1950 | 158 159 | Alfa Romeo 158 | P     | Farina  | 1   | Rit |  | 1   | 4 | 7 | 1   |  |  |  |  |  |  |  |  |  | -     |      |
| 1950 | 158 159 | Alfa Romeo 158 | P     | Fagioli | 2   | Rit |  | 2   | 2 | 2 | 3   |  |  |  |  |  |  |  |  |  | -     |      |
| 1950 | 158 159 | Alfa Romeo 158 | P     | Parnell | 3   |     |  |     |   |   |     |  |  |  |  |  |  |  |  |  | -     |      |
| 1950 | 158 159 | Alfa Romeo 158 | P     | Taruffi |     |     |  |     |   |   | Rit |  |  |  |  |  |  |  |  |  | -     |      |
| 1950 | 158 159 | Alfa Romeo 158 | P     | Sanesi  |     |     |  |     |   |   | Rit |  |  |  |  |  |  |  |  |  | -     |      |

| Anno | Vettura | Motore         | Gomme | Piloti         |   |  |     |    |     |     |     |   |  |  |  |  |  |  |  |  | Punti | Pos. |
| ---- | ------- | -------------- | ----- | -------------- | - |  | --- | -- | --- | --- | --- | - |  |  |  |  |  |  |  |  | ----- | ---- |
| 1951 | 159     | Alfa Romeo 158 | P     | Fangio         | 1 |  | 9   | 1  | 2   | 2   | Rit | 1 |  |  |  |  |  |  |  |  | -     |      |
| 1951 | 159     | Alfa Romeo 158 | P     | Farina         | 3 |  | 1   | 5  | Rit | Rit | 3   | 3 |  |  |  |  |  |  |  |  | -     |      |
| 1951 | 159     | Alfa Romeo 158 | P     | Fagioli        |   |  |     | 1  |     |     |     |   |  |  |  |  |  |  |  |  | -     |      |
| 1951 | 159     | Alfa Romeo 158 | P     | Bonetto        |   |  |     |    | 4   | Rit | 3   | 5 |  |  |  |  |  |  |  |  | -     |      |
| 1951 | 159     | Alfa Romeo 158 | P     | De Graffenried | 5 |  |     |    |     |     | Rit | 6 |  |  |  |  |  |  |  |  | -     |      |
| 1951 | 159     | Alfa Romeo 158 | P     | Sanesi         | 4 |  | Rit | 10 | 6   |     |     |   |  |  |  |  |  |  |  |  | -     |      |
| 1951 | 159     | Alfa Romeo 158 | P     | Pietsch        |   |  |     |    |     | Rit |     |   |  |  |  |  |  |  |  |  | -     |      |

| Anno | Vettura | Motore                            | Gomme | Piloti     |  |  |  |  |  |     |  |    |  |  |  |  |     |     |     |  | Punti | Pos. |
| ---- | ------- | --------------------------------- | ----- | ---------- |  |  |  |  |  | --- |  | -- |  |  |  |  | --- | --- | --- |  | ----- | ---- |
| 1979 | 177 179 | Alfa Romeo 115-12 Alfa Romeo 1260 | G     | Giacomelli |  |  |  |  |  | Rit |  | 17 |  |  |  |  | Rit |     | Rit |  | 0     | NC   |
| 1979 | 177 179 | Alfa Romeo 115-12 Alfa Romeo 1260 | G     | Brambilla  |  |  |  |  |  |     |  |    |  |  |  |  | 12  | Rit | NQ  |  | 0     | NC   |

| Anno | Vettura | Motore          | Gomme | Piloti     |     |     |     |     |     |     |     |     |   |     |     |     |     |     |  |  | Punti | Pos. |
| ---- | ------- | --------------- | ----- | ---------- | --- | --- | --- | --- | --- | --- | --- | --- | - | --- | --- | --- | --- | --- |  |  | ----- | ---- |
| 1980 | 179     | Alfa Romeo 1260 | G     | Giacomelli | 5   | 13  | Rit | Rit | Rit | Rit | Rit | Rit | 5 | Rit | Rit | Rit | Rit | Rit |  |  | 4     | 11º  |
| 1980 | 179     | Alfa Romeo 1260 | G     | Depailler  | Rit | Rit | NC  | Rit | Rit | Rit | Rit | Rit |   |     |     |     |     |     |  |  | 4     | 11º  |
| 1980 | 179     | Alfa Romeo 1260 | G     | Brambilla  |     |     |     |     |     |     |     |     |   |     | Rit | Rit |     |     |  |  | 4     | 11º  |
| 1980 | 179     | Alfa Romeo 1260 | G     | De Cesaris |     |     |     |     |     |     |     |     |   |     |     |     | Rit | Rit |  |  | 4     | 11º  |

| Anno | Vettura   | Motore          | Gomme | Piloti     |     |     |    |     |    |     |    |    |     |    |     |     |     |   |     |  | Punti | Pos. |
| ---- | --------- | --------------- | ----- | ---------- | --- | --- | -- | --- | -- | --- | -- | -- | --- | -- | --- | --- | --- | - | --- |  | ----- | ---- |
| 1981 | 179C 179D | Alfa Romeo 1260 | G     | Giacomelli | Rit | NC  | 10 | Rit | 9  | Rit | 10 | 15 | Rit | 15 | Rit | Rit | 8   | 4 | 3   |  | 10    | 9º   |
| 1981 | 179C 179D | Alfa Romeo 1260 | G     | Andretti   | 4   | Rit | 8  | Rit | 10 | Rit | 8  | 8  | Rit | 9  | Rit | Rit | Rit | 7 | Rit |  | 10    | 9º   |

| Anno | Vettura  | Motore          | Gomme | Piloti     |    |     |     |     |     |     |     |     |     |     |     |     |     |    |     |    | Punti | Pos. |
| ---- | -------- | --------------- | ----- | ---------- | -- | --- | --- | --- | --- | --- | --- | --- | --- | --- | --- | --- | --- | -- | --- | -- | ----- | ---- |
| 1982 | 179D 182 | Alfa Romeo 1260 | G M   | Giacomelli | 11 | Rit | Rit | Rit | Rit | Rit | Rit | Rit | 11  | 7   | 9   | 5   | Rit | 12 | Rit | 10 | 7     | 10º  |
| 1982 | 179D 182 | Alfa Romeo 1260 | G M   | De Cesaris | 13 | Rit | Rit | Rit | Rit | 3   | Rit | 6   | Rit | Rit | Rit | Rit | Rit | 10 | 10  | 9  | 7     | 10º  |

| Anno | Vettura | Motore          | Gomme | Piloti     |     |     |     |     |     |     |     |     |   |     |     |     |     |     |     |  | Punti | Pos. |
| ---- | ------- | --------------- | ----- | ---------- | --- | --- | --- | --- | --- | --- | --- | --- | - | --- | --- | --- | --- | --- | --- |  | ----- | ---- |
| 1983 | 183T    | Alfa Romeo 890T | M     | De Cesaris | ES  | Rit | 12  | Rit | Rit | Rit | Rit | Rit | 8 | 2   | Rit | Rit | Rit | 4   | 2   |  | 18    | 6º   |
| 1983 | 183T    | Alfa Romeo 890T | M     | Baldi      | Rit | Rit | Rit | Rit | 6   | Rit | 12  | 10  | 7 | Rit | Rit | 5   | Rit | Rit | Rit |  | 18    | 6º   |

| Anno | Vettura | Motore          | Gomme | Piloti  |     |     |     |     |     |     |     |     |     |     |     |     |     |   |     |    | Punti | Pos. |
| ---- | ------- | --------------- | ----- | ------- | --- | --- | --- | --- | --- | --- | --- | --- | --- | --- | --- | --- | --- | - | --- | -- | ----- | ---- |
| 1984 | 184T    | Alfa Romeo 890T | G     | Patrese | Rit | 4   | Rit | Rit | Rit | Rit | Rit | Rit | Rit | 12  | Rit | 10  | Rit | 3 | 6   | 8  | 11    | 8º   |
| 1984 | 184T    | Alfa Romeo 890T | G     | Cheever | 4   | Rit | Rit | 7   | Rit | NQ  | 11  | Rit | Rit | Rit | Rit | Rit | 13  | 9 | Rit | 17 | 11    | 8º   |

| Anno | Vettura   | Motore          | Gomme | Piloti  |     |     |     |     |    |     |    |     |     |     |     |     |     |    |     |     | Punti | Pos. |
| ---- | --------- | --------------- | ----- | ------- | --- | --- | --- | --- | -- | --- | -- | --- | --- | --- | --- | --- | --- | -- | --- | --- | ----- | ---- |
| 1985 | 184T 185T | Alfa Romeo 890T | G     | Patrese | Rit | Rit | Rit | Rit | 19 | Rit | 11 | 9   | Rit | Rit | Rit | Rit | Rit | 9  | Rit | Rit | 0     | NC   |
| 1985 | 184T 185T | Alfa Romeo 890T | G     | Cheever | Rit | Rit | Rit | Rit | 17 | 9   | 10 | Rit | Rit | Rit | Rit | Rit | Rit | 11 | Rit | Rit | 0     | NC   |

| Legenda | 1º posto     | 2º posto | 3º posto    | A punti         | Senza punti/Non class.  | Grassetto – Pole position Corsivo – Giro più veloce |
| Legenda | Squalificato | Ritirato | Non partito | Non qualificato | Solo prove/Terzo pilota | Grassetto – Pole position Corsivo – Giro più veloce |